# 越谷市立北中学校
越谷市立北中学校（こしがやしりつ きたちゅうがっこう）は、埼玉県越谷市袋山にある公立中学校。

## 概要
越谷市は公立学校選択制を取り入れており、市内でも有数の応募者が多い中学校である。

## 沿革
- 1960年4月1日 - 越谷市立新方中学校、越谷市立桜井中学校、越谷市立大袋中学校を廃止して設置
- 1960年4月22日 - 校章を制定
- 1960年11月21日 - 校服を制定
- 1963年10月30日 - 校歌を制定[2]
- 1974年4月1日 - 越谷市立北陽中学校を分離
- 1980年4月1日 - 越谷市立大袋中学校を分離
- 1984年4月1日 - 越谷市立千間台中学校を分離[1]

## 教育目標
- 自ら学ぶ生徒
- 自他を大切にする生徒
- 心身を鍛える生徒[3]

## 部活動
- 野球部
- ソフトボール部
- サッカー部
- ソフトテニス部
- 剣道部
- バレーボール部
- バスケットボール部
- 卓球部
- バドミントン部
- 複式部活[4]
- 吹奏楽部
- 日本伝統文化部
- 美術部
- コンピュータ部[4]

## 通学区域
せんげん台駅と大袋駅のほぼ中間に位置する。また、各種検定試験や沿線の私立高校の出張入試会場としても使用される。
- 大里 - 一部
- 上間久里 - 一部
- 下間久里 - 一部
- 千間台東一丁目 - 全域
- 千間台東二丁目 - 一部
- 千間台東三丁目 - 一部
- 千間台東四丁目 - 全域
- 袋山 - 一部[5]

## 制服
- 冬服は標準的な学生服・セーラー服上下である。
- 夏服はカッターシャツ、スラックス・吊りスカートである

## 不祥事
- 1988年6月に剣道部の監督教師が負けた部員に蹴りを入れて竹刀で殴る体罰が発生。近隣他校生を集めての交流試合中だった為、監督教師は懲戒解雇された。

## 卒業生
- かとうれいこ